# آزادی از تبعیض
حق آزادی از تبعیض در سطح بین‌المللی به عنوان یک حق انسانی شناخته شده و مشمول اصل برابری‌طلبی است. حق آزادی از تبعیض در اعلامیه جهانی حقوق بشر به رسمیت شناخته شده و در قوانین بین‌المللی حقوق بشر با گنجاندن آن در میثاق بین‌المللی حقوق مدنی و سیاسی و میثاق بین‌المللی حقوق اقتصادی، اجتماعی و فرهنگی به ثبت رسیده.
حق آزادی از تبعیض به ویژه برای گروه‌هایی که از نظر تاریخی مورد تبعیض بوده‌اند و گروه‌های «آسیب‌پذیر» بسیار مهم است. در این راستا، به حق آزادی از تبعیض در کنوانسیون بین‌المللی رفع انواع تبعیض نژادی، کنوانسیون رفع انواع تبعیض علیه زنان و کنوانسیون حقوق افراد با معلولیت توجه ویژه شده.

## حقوق بشر
مفهوم حق آزادی از تبعیض، مفهومی است که از حقوق بشر اخذ شده، زیرا حقوق بشر در واقع حقوق همه انسان‌ها است. اعلامیه جهانی حقوق بشر (UDHR)، مصوب ۱۹۴۸، با متن «در حالی که شناخت بنیاد آزادی، عدالت و صلح در جهان است» آغاز می‌شود.

ماده 1 UDHR می‌گوید:
"همه انسان‌ها آزاد و از نظر کرامت و حقوق برابر به دنیا می‌آیند. آن‌ها دارای عقل و وجدان هستند و باید با روحیه برادری نسبت به یکدیگر رفتار کنند. "
ماده 2 UDHR می‌گوید:
"همگان از کلیه حقوق و آزادی‌های مندرج در این بیانیه، بدون هیچ گونه تمایز، مانند نژاد، رنگ، جنس، زبان، مذهب، عقاید سیاسی یا عقاید دیگر، محل تولد، ملیت یا شرایط اجتماعی، مالکیتی، تولد یا وضعیت‌های دیگر برخوردار می‌شوند. بعلاوه، هیچ تفکیکی بر اساس وضعیت سیاسی، قضایی یا بین المللی کشور یا سرزمینی که یک شخص به آن تعلق دارد، اعم از استقلال، اعتماد، غیر خودگردان یا تحت هر محدودیت دیگری در حاکمیت، قابل قبول نخواهد بود. "